# 제5대 달라이 라마

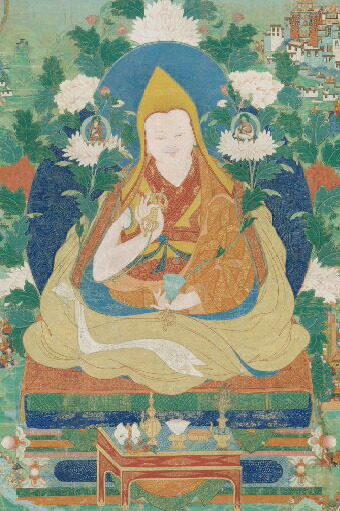
제5대 달라이 라마

아왕로쌍갸초(티베트어: ངག་དབང་བློ་བཟང་རྒྱ་མཚོ་, 1617년 ~ 1682년)는 티베트 불교 겔룩파의 제5대 달라이 라마이다. 제3대 달라이 라마가 권력의 기반을 다졌다면, 아왕로쌍갸초는 티베트 전역에 막강한 영적, 세속적 권력을 행사하기 시작한 첫 달라이 라마이다. 그는 보통 '위대한 5대'라고도 불릴 정도로 많은 업적을 쌓았으며, 티베트 불교와 티베트의 역사에 큰 획을 그은 인물이다. 탁월한 군사적 식견으로 몽골의 침략을 막아냈으며, 티베트의 내분을 종식시켰다. 티베트의 주권을 되찾아와 중국과 그 외 국가들과 외교관계를 수립하였으며, 유럽의 여행자들을 알현해 주기도 하였다. 또한 학문에도 뛰어나 많은 저서들을 남겼다.
아왕로쌍갸초는 또한 청나라의 순치제하고도
만났다.

## 달라이 라마가 되기 전

### 출생
아왕로쌍갸초는 얄룽창포 계곡 남부에 위치한, 라싸에서 동남쪽으로 약 이틀 거리에 있는 총예 계곡에서 태어났다. 그의 가족들은 계곡의 유력자로서, 당대 불교 사원들과도 친분과 교류가 깊은 가문이었다. 그의 가문은 14세기부터 타크트 성을 점유하고 그 곳을 가문의 본거지로 삼았는데, 이 곳은 송첸 감포가 라싸로 티베트의 수도를 옮기기 전까지 대대로 티베트의 군주들이 거주하고 있었던 곳이었다.

### 가족들과 이름의 명명
아왕로쌍갸초의 아버지는 '두불 랍텐'이라는 이름을 가지고 있었으며, 당시 총예 계곡을 다스리는 귀족이었다. 그의 어머니는 트리챰, 혹은 쿤가 라드제라는 이름으로 불렸다. 이들 사이에서 1617년 9월 22일에 그가 태어나자, 당시 티베트에서 존경받던 학자가 아기의 이름을 '쿤가 미그유 톱갈 왕기 걀포'로 지었으나, 가족들은 줄여 '쿤가 미그유'라고 불렀다.

### 쿤가 미그유의 성장
쿤가 미그유의 아버지는 그가 태어난지 얼마 되지 않은 1618년, 반역을 모의한 죄로 붙잡혔다. 이는 공교롭게도 겔룩파의 승려들이 쿤가 미그유를 찾아내어 그를 얼마 전 선종한 제4대 달라이 라마의 환생자 후보로 지명한 시기와 겹쳤고, 겔룩파의 승려들은 혹시 모를 상황을 위해 그 지역을 다스리던 왕에게 처벌을 일단 중지해달라고 요청하였다. 쿤가 미그유의 아버지는 이를 틈타 동쪽으로 도망쳤으나, 얼마 지나지 않아 붙잡혔고 다시는 아들을 보지 못했다. 쿤가 미그유의 어머니는 신변의 위협을 느껴, 그녀의 아들과 함께 그녀의 가문이 소유한 성으로 도피하였다.

### 전대 달라이 라마의 환생자
당시 지역의 왕의 반대에도 불구하고, 쿤가 미그유는 다른 3명의 후보자들과 함께 승려들 앞에서 엄격한 감시 하에 환생자 시험을 치루었고, 쿤가 미그유는 이 모든 시험들을 성공적으로 통과했다.
| 전임 왼땐갸초 | 제5대 달라이 라마 1617년 ~ 1682년 | 후임 창앙갸초 |